# Fully Loaded (Lord Kossity)
Pour les articles homonymes, voir Fully Loaded (homonymie).
Albums de Lord Kossity
K.O.S.S. 02
(2010) Fully Loaded 2
(2013)
Fully Loaded est le dixième album du musicien français Lord Kossity, sorti en 2010 sur son propre label Lord Ko Publishing.

## Liste des titres
| No  | Titre                                        | Durée |
| --- | -------------------------------------------- | ----- |
| 1.  | Fully Loaded                                 | 2:53  |
| 2.  | Get di Good Slam                             | 3:10  |
| 3.  | Top a di Line                                | 3:32  |
| 4.  | Sit down Pon It                              | 3:45  |
| 5.  | Hot 2 Nite (feat. Elephant Man and Mr Vegas) | 3:24  |
| 6.  | Gucci Bed                                    | 3:27  |
| 7.  | Check Me Up (feat. Black Scientist)          | 3:53  |
| 8.  | U Make Me (feat. Ce'cile (en))               | 3:28  |
| 9.  | Nah Come Fast                                | 2:29  |
| 10. | No Misery (feat. Busy Signal)                | 3:32  |
| 11. | Stick So Long                                | 2:35  |
| 12. | Try We Out                                   | 3:27  |
| 13. | Pussy Hole Try Front (feat. Aidonia)         | 2:33  |
| 14. | Send Fi Mi Gun Dem                           | 3:03  |
| 15. | C.R.E.A.M. (feat. Vybz Kartel)               | 2:49  |
| 16. | Hot Body                                     | 3:56  |
| 17. | Street Life                                  | 3:35  |
| 18. | Buddy Sign Up                                | 2:33  |
| 19. | Come Ya Gal                                  | 3:15  |
| 20. | Like Me                                      | 3:24  |